# Kabinett Tito I
Das Kabinett Tito I wurde am 7. März 1945 im Demokratischen Föderativen Jugoslawien von Josip Broz Tito gebildet. Das Kabinett blieb bis zum 2. Februar 1946 im Amt und wurde dann vom zweiten Kabinett Tito abgelöst. Zwei Tage zuvor war am 31. Januar 1946 die Föderative Volksrepublik Jugoslawien gegründet worden.
Dem Kabinett gehörten folgende Minister an:
| Ministeramt                       | Amtsinhaber                  | Partei  | Beginn der Amtszeit            | Ende der Amtszeit               |
| --------------------------------- | ---------------------------- | ------- | ------------------------------ | ------------------------------- |
| Ministerpräsident Verteidigung    | Josip Broz Tito              | KPJ     | 7. März 1945                   | 2. Februar 1946                 |
| Auswärtige Angelegenheiten        | Ivan Šubašić Josip Broz Tito | HSS KPJ | 7. März 1945 29. November 1945 | 8. Oktober 1945 2. Februar 1946 |
| Inneres                           | Vlada Zečević                |         | 7. März 1945                   | 2. Februar 1946                 |
| Finanzen                          | Sreten Žujović               | KPJ     | 7. März 1945                   | 2. Februar 1946                 |
| Justiz                            | Frane Frol                   | HSS     | 7. März 1945                   | 2. Februar 1946                 |
| Erziehung                         | Vladislav F. Ribnikar        |         | 7. März 1945                   | 2. Februar 1946                 |
| Kommunikation                     | Todor Vujasinović            | SAP     | 7. März 1945                   | 2. Februar 1946                 |
| Industrie                         | Andrija Hebrang              | KPJ     | 7. März 1945                   | 2. Februar 1946                 |
| Handel und Versorgung             | Nikola Petrović              | KPJ     | 7. März 1945                   | 2. Februar 1946                 |
| Landwirtschaft                    | Vaso Čubrilović              | SAP     | 7. März 1945                   | 2. Februar 1946                 |
| Forstwirtschaft                   | Sulejman Filipović           | BMP     | 7. März 1945                   | 2. Februar 1946                 |
| Bergbau                           | Bane Andrejev                | MAK     | 7. März 1945                   | 2. Februar 1946                 |
| Innere Kolonisierung              | Sreten Vukosavljević         | IDP     | 7. März 1945                   | 2. Februar 1946                 |
| Soziale Fürsorge                  | Anton Kržišnik               | SLP     | 7. März 1945                   | 2. Februar 1946                 |
| Volksgesundheit                   | Zlatan Sremec                | CPP     | 7. März 1945                   | 2. Februar 1946                 |
| Post, Telegrafie und Telefonwesen | Drago Marušič                | SPP     | 7. März 1945                   | 2. Februar 1946                 |
| Öffentliche Arbeiten              | Vlada Zečević                | IDP     | 7. März 1945                   | 2. Februar 1946                 |
| Information                       | Sava Kosanović               | IDP     | 7. März 1945                   | 2. Februar 1946                 |
| Serbien                           | Jaša Prodanović              | SRP     | 7. März 1945                   | 9. April 1945                   |
| Kroatien                          | Pavle Gregorić               | KPJ     | 7. März 1945                   | 14. April 1945                  |
| Slowenien                         | Edvard Kocbek                | SPP     | 7. März 1945                   | 5. Mai 1945                     |
| Bosnien und Herzegowina           | Rodoljub Čolaković           | KPJ     | 7. März 1945                   | 27. April 1945                  |
| Mazedonien                        | Emanuel Čučkov               | MAK     | 7. März 1945                   | 16. April 1945                  |
| Montenegro                        | Milovan Đilas                | KPJ     | 7. März 1945                   | 17. April 1945                  |